# Mycetophila fatua
Mycetophila fatua är en tvåvingeart som beskrevs av Oskar Augustus Johannsen 1912. Mycetophila fatua ingår i släktet Mycetophila och familjen svampmyggor. Inga underarter finns listade i Catalogue of Life.